# Allan Olsen (sanger)
 Der er flere personer med dette navn, se Allan Olsen.
Allan Olsen (født 18. marts 1956 i Frederikshavn) er en dansk sanger, sangskriver, guitarist og forfatter.
Allan Olsen kan være svær at genre-bestemme eller sammenligne med nogen anden dansk kunstner. Hans udgivelser er meget forskelligartede svingende fra det relativt mainstream rockede (Norlan, Gajo, Pindsvin I Pigsko) over det mere eksperimenterende (Jern og Onomatopoietikon) til det roots/folk-orienterede, (Gæst, Sange For Rygere, JØWT). Også på de enkelte udgivelser er genre, lydunivers og tradition ofte blandede.
Olsen har, med undtagelse af sit samarbejde i trioen Dalton, hele karrieren optrådt og udgivet i eget navn.

## Opvækst
Allan Olsen er født den 18. marts, 1956 i Grønholt, få kilometer syd for Frederikshavn. Her voksede han i de første år op med sin familie på bedstefarens husmandssted (nævnt i sangen "En stille glød i mørket"). Hans far, Bent Ove Olsen (død 2013), var landpost og moderen, Gerda Christiane Olsen (født Pedersen), var ostehandler. Olsen har to søskende — en storebror, Bjarne (død 2011) og en lillesøster, Britta. 
Familien flyttede i 1963 til det sydlige Frederikshavn - det, Olsen har refereret til som "De Ens Huses Gader". 
Olsen har beskrevet sine første år i Frederikshavn som en periode med så stor samfundsmæssig og social omvæltning, at man slet ikke behøvede at gøre noget for at blive formet eller påvirket. Netop dette har tit været omdrejningspunkt i interviews, og Olsen siger, at det kom helt af sig selv som en stråling med vestenvinden: amerikansk og engelsk ungdomskultur, der samlede sig som snedriver i lige så høj grad i provinsen som i hovedstaden og i de store byer.
Olsen fascination af rockmusik startede efter eget udsagn, da hans storebror i 1967 fik en grammofon i konfirmationsgave — en Dux med højttaler i låget. Det var især singler med Status Quo, Rolling Stones, Them, Beatles og The Who han hørte.
Som teenager fik Olsen sin daglige gang på bibliotekets musikafdeling, hvor han kunne høre plader. Her var Moody Blues, Jefferson Airplane, Crosby, Stills, Nash & Young, Leonard Cohen og ikke mindst Bob Dylan hans foretrukne kunstnere.
Omkring 1970 fik Olsen sin første guitar — en 12-strenget Hoyer, dog kun med 6 strenge.
Allan Olsen lærte hurtigt at spille sine yndlingsnumre, og han har ofte beskrevet dét at kunne spille bare lidt på en guitar som en lusket genvej til piger, "når vi nu ikke alle kunne være lisså heldigt skabt, som Jens Gaardboe…" (Gaardboe, der senere blev ansat ved TV-Avisen og er kendt som "Mr News", voksede som Olsen op i Frederikshavn, og de to var en del af samme slæng).
Udover den for tiden naturlige inspiration fra sangskrivere som Dylan, Cohen og Neil Young, blev Olsen tidligt interesseret i irsk, skotsk og engelsk traditionel musik - især den instrumentale del med avanceret guitarspilteknik og anderledes guitarstemninger. Olsen nævner selv Martin Carthy, John Martyn, Nic Jones, Bert Jansch og John Renbourn som referencer.

## Karriere
Tidligt i halvfjerdserne var der masser af små værtshuse med livemusik efter engelsk pub-tradition. Ifølge Olsen kunne man få "smidt en femhundrede-kroneseddel efter sig, for at spille et par timer eller tre, på de fleste værtshuse". Efter en kort periode at have spillet med lokale bekendte (bl.a. Knud Møller - senere kendt fra Johnny Madsen band), blev det hurtigt som solist, Olsen begik sig på nordjyske udskænkningssteder. Repertoiret var engelssprogede sange, coverversioner af inspirationskilderne.

### Pladedebut
Op gennem firserne turnerede Olsen som fuldtids professionel værtshussanger. Ud over den lidt mærkværdige single, "UdenOm", fra 1983 (kun akkompagneret af didgeridoo og triangel) havde Olsen ikke indspillet eller udgivet plader og havde efter eget udsagn ikke tænkt sig, han nogensinde ville, simpelthen fordi den akustiske sangskrivning på dansk op gennem firserne var noget nær det mest håbløse, man kunne præsentere et publikum for - tidens musiktrends taget i betragtning. 
Det blev vennen og kollegaen, Johnny Madsen, der ved at præsentere Olsen for sin pladedirektør, Jens Ove Friis, blev fødselshjælper for Olsens første pladekontrakt. Første udgivelse blev Lp/Cd'en, Norlan, fra 1989.

### Dalton
Olsen og Johnny Madsen mødte hinanden omkring 1984 og spillede spredte duojobs sammen. Johnny var bekendt af Lars Lilholt, og de tre formede omkring 1987 en slags fritids-trio med navnet Hår Lokvox & Det Hvide Gennemsnit. Trioen tog snart navneforandring til Dalton-trioen og optrådte uden anden backing ved en hel del mindre koncerter.
Trioen udgav i 1992 albummet, Dalton, og turnerede intensivt på en stort opsat turné året efter. Samarbejdet i Dalton blev herefter skrinlagt i flere år og kun genoptaget ved to velgørende arrangementer, bl.a. ved en støttekoncert for tsunami-ofrene, i 2005.
I 2010 udgav Dalton sit andet album, Tyve Ti, turnerede atter intensivt i 2011, hvorefter der har været relativt stille omkring samarbejdet. Begge Dalton-udgivelser og efterfølgende turneer, blev store kommercielle successer.
Musikjournalisten, Dennis Drejer udgav i 2012 bogen, Dalton - Vi Var Jo Aldrig Helt Ædru, Dengang (People's Press).

### Solo
Olsen har gennem sin karriere som entertainer og pladekunstner bevæget sig mellem mange forskellige genrer relateret til rock og folk. Han har kontinuerligt vekslet mellem at optræde med orkesterbesætning og helt solo. Når Olsen har optrådt med band, har det som regel været i forskellige konstellationer, da Olsen ikke har et "fast" band. Han har således spillet med alt fra klassisk rock-kvartet, større orkester og med trio. Endvidere har han optrådt med sine sange med Århus Symfoniorkester og i 2013 gik 5 sangerinder sammen og fortolkede nordjydens sange. Af musikere Olsen har haft med i sine orkestre og lejlighedsvise konstellationer kan nævnes Lars Hybel, Knud Møller, Gæst Vincent, Claes Antonsen, Per Christian Frost, Anders Pedersen, Nicolai Land, Willi Jønsson, Lars Skærbæk, Troels Skærbæk, Palle Hjorth, Georg Olesen, Michael Friis og Jane Clark. De seneste år har Olsen dog i stigende grad optrådt solo.
Som solist har han optrådt på stort alle danske festivaler, spillesteder, club'er og teatre. Derudover har han ofte optrådt for danske udeboende over hele verden, bl.a. i Singapore, Hong Kong, Shanghai, Sydafrika og Mellemamerika.
I september 2006 udkom Bogen om Allan Olsen. (Husets Forlag).
I 2015 udkom Olsen med bogen Tilfældigt Strejfet (Politikens Forlag). Bogen er erindringer, skrevet af Olsen selv og handler om tiden fra barndom til ungdom. Der ventes at komme to bøger mere fra Olsens egen hånd, omhandlende den videre del af hans liv.

## Priser
Allan Olsen har modtaget adskillige priser og hædersbeviser, heriblandt:
- Grammy/Danish Music Awards
  - 1993: Nomineret Årets Danske Sangskriver
  - 1997: Årets Danske Folk/Country/Blues Udgivelse for Jern
  - 1999: Årets Danske Folk/Country/Blues Udgivelse for Sange for rygere
  - 2001: Årets Danske Sangskriver for Onomatopoietikon
  - 2005: Årets danske sangskriver for Gæst[2]
  - 2013: Årets Danske Voxpopudgivelse for Jøwt[3]
- LO's kulturpris (1996)
- DJBFA's Hæderspris (1997)
- Björn Afzelius-prisen (2000)
- Skagenfestivalens Hæderspris (2000)
- Frederikshavns Kulturpris (2002)
- Søren Prisen (2002)
- Danish Music Awards Folk
  - 2005: P4 Prisen[4][5]
- Årets Steppeulv
  - 2003: Årets Livenavn
  - 2013: Årets Tekstforfatter
- Ordkraftprisen (2013)
- Gelsted-Kirk-Scherfig-Prisen (2013)

## Diskografi

### Allan Olsen
- Norlan, 1989
- Gajo, 1990
- Pindsvin i pigsko, 1992
- Rygter Fra Randområderne (live), 1994
- Jern, 1996
- Live 96, 1996
- Sange for rygere, 1998
- En Gros, 1998
- Onomatopoietikon, 2000
- Solo Live Vol. 1, 2002
- Gæst, 2004
- Multo Importante, 2007
- Allan Olsen & Band Live, 2008
- Solo Vol. 2, 2009
- Allan Olsen Trio, 2012
- Jøwt, 2013
- D Damer & Allan Olsen, 2013
- Hudsult, 2017[6]

### Dalton
- Dalton, 1992
- Tyve Ti, 2009
- Var her (live CD/DVD, 2010)